# 宋依璇
宋依璇（1986年2月12日—）。台灣女模，為伊林娛樂旗下女模 。2006年於新絲路模特兒大賽獲得Top Ten。

## 戲劇
| 年份   | 播出頻道            | 劇名             | 角色     | 性質   | 導演   |
| 2024年 | 八大戲劇台、MyVideo | 今夜一起為愛鼓掌 | 英雄太太 | 女配角 | 李俊宏 |

## 廣告
- 台塑95+ 紀錄片

## 外部連結
- （繁體中文）Shania（宋哥） 宋依璇的Facebook專頁
- （繁體中文）宋依璇的Instagram帳戶